# 吉田和晃
吉田 和晃（よしだ かずあき、1987年8月31日 - ）は、日本の陸上競技選手。兵庫県立西宮高等学校、順天堂大学卒業。大阪ガス所属。

## 経歴
2004年、高校2年でインターハイの400mハードルで3位に入ったが、その後はけがもあり低迷。順天堂大学3年の2008年ごろから復調し、日本インカレで49秒53を記録した。
2009年6月の日本選手権で成迫健児に次ぐ2位に入り、世界選手権の代表に選出された。8月に行われた世界選手権では、予選で49秒45の自己ベストを記録した（準決勝50秒34で敗退）。大学を卒業した2010年4月から大阪ガスに所属している。
2014大阪選手権で自己ベストタイの49秒45を出し日本ランキング1位となり翌年のアジア選手権では銅メダルを獲得。
2017年11月7日、大阪ガスからの退部を発表した。
2019年マスターズ登録。同年全日本マスターズで優勝

## 主な成績
| 年   | 大会             | 種目         | 結果   | 記録   |
| ---- | ---------------- | ------------ | ------ | ------ |
| 2009 | 日本選手権       | 400mハードル | 2位    | 49秒61 |
| 2009 | ユニバーシアード | 400mハードル | 2位    | 49秒78 |
| 2009 | 世界選手権       | 400mハードル | 準決勝 | 50秒34 |
| 2009 | アジア選手権     | 400mハードル | 7位    | 51秒91 |